# 德钦铁角蕨
德钦铁角蕨（学名：Asplenium deqenense）为铁角蕨科铁角蕨属下的一个种。

## 扩展阅读
- 維基物種上的相關：德钦铁角蕨